# Антикваріат

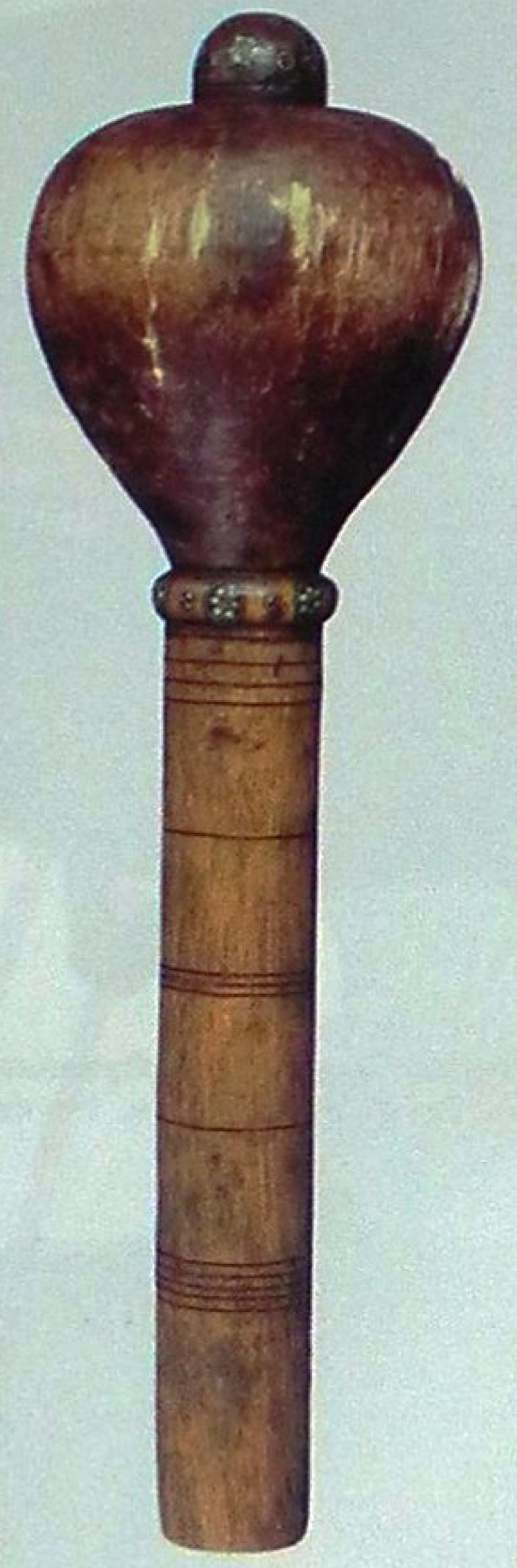
Антикварна річ — булава гетьмана України Богдана Хмельницького XVII ст.
Ріг носорога, виточування, різьблення, емаль.
Діаметр голови = 7,1 см.
Діаметр держака = 2,5 см.
Довжина держака = 15,2 см.
Нижня частина держака втрачена.
Музей війська польського. Варшава

Антикваріат — збірна назва старовинних речей, що становлять історико-художню цінність. Людей, які займаються збиранням і продажем антикваріату, називають антикварами (застарілий термін — антикварій).

## Визначення
У кожній окремо взятій країні визначення терміна «антикваріат» може бути різним. Аби річ вважалася антикварною, їй має бути певна кількість років. У Сполучених Штатах вона має бути виготовлена до 1830 року, в Канаді до 1847 року. У Великій Британії антикварному предмету має бути не менше 100 років. У більшості країн річ має проіснувати не менше 60 років, аби вона вважалася антикварною.

### В Україні
Антикварні речі (Антикваріат) — культурні цінності, як об'єкти матеріальної та духовної культури, що мають художнє, історичне, етнографічне та наукове значення, підлягають збереженню, відтворенню та охороні і створені понад 50 років тому, у тому числі:
- а) предмети і документи, що пов'язані з розвитком суспільства та держави, історією науки, мистецтва і техніки, а також з життям і діяльністю видатних осіб, державних, політичних і громадських діячів;
- б) художні твори, у тому числі:
  - оригінальні художні твори живопису, графіки та скульптури, картини та малюнки повністю ручної роботи на будь-якій основі та з будь-яких матеріалів;
  - оригінальні художні композиції та монтажі з будь-яких матеріалів;
  - гравюри, естампи, літографії та їх оригінальні друковані форми, твори декоративно-прикладного мистецтва, у тому числі вироби традиційних народних промислів та інші художні вироби зі скла, кераміки, дерева, металу, кістки, тканини та інших матеріалів;
- в) складові частини та фрагменти архітектурних, історичних, художніх пам'яток і пам'яток монументального мистецтва;
- г) рідкісні рукописи, друковані видання і документальні пам'ятки, у тому числі інкунабули та інші видання, що являють собою історичну, художню, наукову та культурну цінність;
- ґ) архівні документи, уключаючи кіно-, фото-, фонодокументи;
- д) унікальні та рідкісні музичні інструменти;
- е) старовинні монети та інші предмети колекціонування[3].

Відносини, пов'язані з вивезенням, ввезенням та поверненням культурних цінностей, які спрямовані на охорону національної культурної спадщини та розвиток міжнародного співробітництва України у сфері культури врегульовані Законом України «Про вивезення, ввезення та повернення культурних цінностей» (із змінами). 
Згідно доручення Кабінету Міністрів України та відповідної Постанови від 30 листопада 1998 року № 1888 «Про невідкладні заходи щодо запобігання вивезенню за межі України предметів національного культурного надбання» (із змінами, внесеними згідно з Постановою КМУ № 1402 (1402-2003-п) від 04.09.2003), профільними міністерствами та відомствами були розроблені, затверджені і надіслані до відповідних правоохоронних органів:
- «Правила торгівлі  антикварними  речами (в  тому  числі через аукціонний продаж) з проведенням відповідної реєстрації культурних цінностей»;
- «Методичні рекомендації щодо класифікації предметів антикваріату, методики їх детального огляду та опису».

На даний час, згідно із Законом України «Про засудження комуністичного та націонал-соціалістичного (нацистського) тоталітарних режимів в Україні та заборону пропаганди їхньої символіки» (із змінами), заборонено виготовлення, поширення, а також публічне використання символіки тоталітарного режиму, зокрема у вигляді сувенірної продукції. Згідно Закону заборона не поширюється на випадки використання символіки комуністичного тоталітарного режиму, символіки націонал-соціалістичного (нацистського) тоталітарного режиму, в тому числі у приватних колекціях і приватних архівних зібраннях, як об’єктів антикварної торгівлі. Чи є предмет частиною колекції або антикваріатом - має визначати експертиза.

## Світовий ринок антикваріату
Головним завданням ринку антикваріату є організація діяльності, яка здійснюється через аукціони, виставки-продажі, антикварні лавки, що забезпечує реалізацію товарів, регулювання капіталу, послуг та інших видів міжнародної діяльності, створення сприятливих умов для розвитку антикварного ринку.

### Структура
Світовий ринок антикваріату є специфічним, бо він має справу з одинарним товаром: кількість старовинних речей залишається незмінною, навіть якщо попит на них зростає. При цьому ціни регулюються не тільки попитом, а й модою, і не в останню чергу — особистими пристрастями колекціонерів. У зв'язку з цим даний ринок по праву називають елітарним.

#### Первинний ринок
На «первинному» ринку антикваріату окремі митці пропонують власні роботи галереям, виставкам місцевого значення, дрібним дилерам і приватним колекціонерам. Цей ринок є істотно децентралізованим. Первинний ринок також є відносно конкурентним: пропозиція з боку митців-початківців істотно перевищує попит, що утримує ціни на досить низькому рівні.

#### Вторинний ринок
«Вторинний» ринок зосереджений довкола великих міст — центрів мистецтв — Лондону, Нью-Йорку й Парижу. Його учасники — це досить відомі галеристи, колекціонери, художники, що зуміли вийти на цей рівень. Антикваріат є в державних музеях, галереях, приватних колекціях.

## Інвестиції
Особливості ціноутворення залежать від світових економічних тенденцій, регіональних особливостей, кон'юнктури і моди. Наприклад, на кон'юнктуру ринку можуть впливати ряд галерей, які зарекомендували себе як високопрофесіональні учасники світового ринку антикваріату. Ціни встановлюються на публічних торгах, у тому числі на міжнародних аукціонах.
При оцінюванні антикваріату враховуються наступні фактори:
- 1) ступінь його збереженості;
- 2) належність до фірми-виробника чи автора;
- 3) кількість екземплярів;
- 4) час створення.

Організаційною формою здійснення зовнішньоторговельних операцій на світовому ринку антикваріату є міжнародні аукціони. Міжнародні товарні аукціони — це особливі, спеціально організовані ринки у заздалегідь обумовлених місцях, які діють з певною періодичністю у встановлені час і терміни. Їх влаштовують для дилерів, широкого кола покупців за різноманітними напрямками. Найбільш відомі з них SOTHEBY'S (Нью–Йорк, США), «Christie's» (Лондон, Велика Британія).